# Bussy D'Ambois
Bussy D'Ambois o La Tragedia di Bussy D'Ambois (The Tragedy of Bussy D'Ambois) è una tragedia del poeta, traduttore e drammaturgo inglese George Chapman, portata in scena per la prima volta presumibilmente tra il 1603 e il 1604. Bussy D'Ambois viene considerato il capolavoro teatrale di Chapman ed è la prima opera di un ciclo drammatico che lo scrittore dedicò alla scena politica francese dell'epoca. La tragedia prende ispirazione dalla vita di Louis de Clermont d'Amboise.

## Trama
Bussy D'Ambois è un aristocratico impoverito, eccellente spadaccino ma soldato senza un'occupazione. L'uomo è turbato dallo stato della società, che lui ritiene corrotta e violenta, e si scaglia aspramente contro la ricchezza, da lui definita "mostruosa". Ciò non gli impedisce però di intascare un migliaio di sterline per i suoi servizi a Monsieur, il fratello del re di Franca Enrico III. Bussy però si dimostra un leader nato e fatica a sottostare alla scala gerarchica imposta da Monsieur, risultando incontrollabile e troppo scatenato per essere uno strumento nelle mani del nobile francese. Il suo temperamento irruente lo porta anche a litigare con i cortigiani in una situazione che sfocia in tre diversi duelli, da ciascuno dei quali D'Ambois emerge vincitore.
Bussy inizia una relazione clandestina con Tamyra, contessa Mounsturry, ma la tresca non sfugge al potente conte. Il conte Mountsurry tortura la moglie sulla ruota per estorcerle una confessione dell'adulterio e Tamyra è costretta a scrivere una lettera con il proprio sangue in cui ordina a Bussy di svolgere un'impresa per lei. Tamyra e Bussy potevano contare sull'aiuto del cappellano per portare messaggi segreti tra loro, ma il frate è morto per lo shock durante la tortura della contessa. Il conte Mountsurry si veste con il saio del religioso per andare a incontrare il rivale in amore. Il fantasma del frate era apparso a Bussy per metterlo in guardia della congiura contro di lui, ma questo non salva D'Ambois dalla morte per mano del conte e dei suoi tirapiedi.

## Origini

### Fonti
Oltre a resoconti dell'epoca sulla vita di Louis de Bussy d'Amboise, Chapman (oggi noto soprattutto per essere stato il primo a tradurre in inglese l'Iliade) arricchì la propria tragedia con numerosi passaggi dall'Agamennone e dall'Hercules Oetaeus di Seneca, oltre a fare continui riferimenti ai Moralia di Plutarco, all'Eneide e alle Georgiche di Virgilio e all'Adagia di Erasmo. Inoltre, i protagonista di Bussy D'Ambois citano frequentemente le opere di Omero, Temistocle, Empedocle e Camillo.

### Composizione e stampa
La tragedia fu scritta presumibilmente tra il 1603 e il 1604, fu inserita nello Stationer's register il 3 giugno 1607 e stampata in quarto nello stesso anno da William Aspley; il testo di Chapman dovette ottenere un certo successo, tanto da essere ripubblicato da Aspley anche nel 1608. Nel 1641 Robert Lunne pubblicò una versione revisionata della tragedia. Sul frontespizio Lunne fece scrivere che il testo era stato riveduto e corretto dallo stesso Chapman prima della morte, un'affermazione dibattuta dalla critica, che però tende a considerare favorevolmente il fatto che la revisione sia stata effettivamente realizzata dall'autore. Secondo alcuni accademici Chapman infatti avrebbe potuto revisionare la tragedia nel 1610 per renderla più coerente con il seguito, La vendetta di Bussy D'Ambois. Robert Lunne pubblicò una nuova versione in quarto nel 1647, mentre una quinta edizione fu stampata nel 1657 da Joshua Kirton.

## Rappresentazioni e adattamenti
Bussy D'Ambois fu probabilmente portata in scena poco dopo la sua composizione nel 1604 dalla compagnia dei bambini di Saint Paul (Children of Paul's). Durante gli anni 1630, i King's Men mise in scena la tragedia a corte per due volte, il 7 aprile 1634 e il 27 marzo 1638, con Eliard Swanston nel ruolo dell'eponimo protagonista in entrambe le occasioni.
La tragedia fu riproposta sulle scene londinesi anche durante le Restaurazione. Gli anni 1660 videro diversi allestimenti di Bussy D'Ambois in scena al Red Bull Theatre; il successo dell'opera era legato all'apprezzata interpretazione di Charles Hart, che fece del ruolo di Bussy un suo vero e proprio cavallo di battaglia. Nel 1691 il drammaturgo Thomas d'Urfey compose una nuova versione dell'opera, Bussy D'Ambois, or The Husband's Revenge, riadattando la tragedia per la sensibilità dell'epoca.
In tempi più recenti la tragedia ha fatto il suo ritorno sulle scene. Nel 1988 il regista Jonathan Miller ha diretto un revival di Bussy D'Ambois all'Old Vic di Londra con David Threlfall nel ruolo del protagonista.